# Freteardo de Teisterbante
Freteardo de Teisterbante ou Frétehard I de Teisterbant (Holanda, 973 - 1037) foi um nobre medieval dos Países Baixos tendo sido conde de Teisterbante.

## Relações familiares
Foi filho de Unroque I de Teisterbante (945 - 1018) e de N de Teisterbante. Casou com Berta da Batávia, filha de Rodolfo de Batávia e de N de Vliermal, de quem teve:
1. Eberardo de Batávia [4] conde de Batávia e Teisterbante, territórios localizados na actual Holanda, e também fundador na actual cidade de Affligem, do Mosteiro de Affligem, que actualmente é um município da Bélgica localizado no distrito de Halle-Vilvoorde, província de Brabante Flamengo